# Detroit Street Circuit
Detroit Street Circuit – dawny tor Formuły 1 ulokowany w Detroit, Michigan w Stanach Zjednoczonych.

## Zwycięzcy Grand Prix Stanów Zjednoczonych - Wschód na torze Detroit Street Circuit
| Rok  | Zwycięzca        | Konstruktor    | Wyniki |
| ---- | ---------------- | -------------- | ------ |
| 1982 | John Watson      | McLaren-Ford   | Wyniki |
| 1983 | Michele Alboreto | Tyrrell-Ford   | Wyniki |
| 1984 | Nelson Piquet    | Brabham-BMW    | Wyniki |
| 1985 | Keke Rosberg     | Williams-Honda | Wyniki |
| 1986 | Ayrton Senna     | Lotus-Renault  | Wyniki |
| 1987 | Ayrton Senna     | Lotus-Honda    | Wyniki |
| 1988 | Ayrton Senna     | McLaren-Honda  | Wyniki |